# Ilha de São Paulo (França)
A Ilha de São Paulo (em francês:  Île Saint Paul)  é uma ilha desabitada no oceano Índico, parte das Ilhas São Paulo e Nova Amsterdão, nas Terras Austrais e Antárticas Francesas, com uma área de 6 km² (2.3 mi²). Está localizada a 85 km (53 milhas) sudeste da ilha de Amesterdã (França) e 3000 km (1900 milhas) ao sul de Reunião (França). Uma cabine para pesquisa científica na ilha é usada para permanências curtas, mas não existe população permanente no local.

## História
A ilha de São Paulo foi descoberta pela primeira vez em 1559 pelos portugueses. A ilha foi mapeada, detalhadamente descrita e registrada em pinturas feitas por membros da tripulação da Nau São Paulo, entre eles o humanista Manuel Álvares e o químico Henrique Dias. Álvares e Dias calcularam corretamente a latitude como 38° Sul. O navio era comandado por Rui Melo da Câmara e fazia parte da Armada Indiana Portuguesa comandada por Jorge de Sousa. O São Paulo, que também transportava mulheres e partiu da Europa e fez escala no Brasil, seria objeto de uma dramática e comovente história de sobrevivência depois de afundar ao sul de Sumatra.
O próximo avistamento confirmado foi feito pelo neerlandês Harwick Claesz de Hillegom em 19 de abril de 1618. Houve outros avistamentos da ilha ao longo do século XVII. Uma das primeiras descrições detalhadas, e possivelmente o primeiro desembarco, foi feita em dezembro de 1696 por Willem de Vlamingh.
A reivindicação da França sobre ilha data de 1843, quando um capitão Mieroslawski redescobriu a ilha com um grupo de pescadores da ilha de Reunião; interessado em estabelecer uma pescaria em São Paulo, Mieroslawski pressionou o governador da Reunião a tomar posse de São Paulo e da ilha de Amesterdã. Isso foi feito por meio de um decreto oficial datado de 8 de junho de 1843, e em 1 de julho, de Martin Dupeyrat, comandando o navio L'Olympe, desembarcou na ilha de Amesterdã e depois em São Paulo em 3 de julho, e içou a bandeira francesa. A evidência sobrevivente dessa reivindicação é uma rocha inscrita situada na borda do lago da cratera de São Paulo, inscrita "Pellefournier Emile Mazarin de Noyarez, Grenoble, Cantão de Sassenage, Departamento de l'Isère, 1844". O decreto que deixou as ilhas de São Paulo e Amesterdã na posse de Mieroslawski está guardado no Archives Maritimes em Paris". Todas as operações de pesca foram, no entanto, abandonadas em 1853, quando o governo francês renunciou à posse das duas ilhas.
Em setembro de 1874, uma missão astronômica francesa transportada pelo veleiro La Dive passou pouco mais de três meses em São Paulo para observar o trânsito de Vênus; o geólogo Charles Vélain aproveitou a oportunidade para fazer um significativo levantamento geológico da ilha.
Em 1889, Charles Lightoller, que mais tarde se tornaria famoso como segundo oficial do RMS Titanic, cujo naufrágio sobreviveu, naufragou aqui por oitenta e oito dias quando a barca à vela Holt Hill encalhou. Ele descreve o naufrágio e a ilha em sua autobiografia, Titanic and Other Ships. Lightoller especulou que os piratas usaram a ilha e seu tesouro poderia estar enterrado em suas cavernas.
Em 1892, a tripulação do saveiro francês Bourdonnais, seguida pelo navio L'Eure em 1893, tomou novamente posse de São Paulo e da ilha de Amesterdã em nome do governo francês.
Em 1928, a Compagnie Générale des Îles Kerguelen recrutou René Bossière e vários bretões e malgaxes para estabelecer uma fábrica de conservas de lagosta em São Paulo, "La Langouste Française". Em março de 1930, no final da segunda temporada, a maior parte dos funcionários foi embora, mas sete deles permaneceram na ilha para vigiar as instalações, supostamente por apenas alguns meses. Os suprimentos prometido chegou tarde demais. Quando o navio finalmente chegou, em dezembro de 1930, cinco pessoas haviam morrido, a maioria por falta de comida e escorbuto: Paule Brunou (uma criança nascida na ilha que morreu dois meses após o seu nascimento), Emmanuel Puloc'h, François Ramamonzi, Victor Brunou e Pierre Quillivic. Apenas três sobreviventes foram resgatados. Desde então, este evento passou a ser conhecido como Les Oubliés de Saint-Paul ("Os esquecidos de São Paulo").
Em 1938, a tripulação de um barco de pesca francês ficou presa na ilha. Chamadas de socorro enviadas pela tripulação por rádio de ondas curtas foram recebidas fortuitamente a 11 mil milhas de distância, nos Estados Unidos. A mensagem foi retransmitida para a Marinha e o cônsul francês em São Francisco, enquanto Neil Taylor, de 12 anos, um operador de rádio amador na Califórnia, fez contato com a tripulação encalhada e garantiu que a ajuda estivesse a caminho.